# THE IDOLM@STER LIVE THE@TER DREAMERS 03
《THE IDOLM@STER LIVE THE@TER DREAMERS 03》，是Lantis於2015年12月2日發售的一張《偶像大師 百萬人演唱會！》系列角色歌曲專輯，簡稱「LTD03」。

## 概要
《THE IDOLM@STER LIVE THE@TER DREAMERS》系列專輯之一。收錄了社群遊戲《偶像大師 百萬人演唱會！》中10位偶像合唱的樂曲《Dreaming!》、10人分為5組演唱的5首二重唱樂曲、以及迷你廣播劇的專輯，於2015年9月14日公佈。迷你廣播劇講述的是以之後在2016年1月31日舉辦的演唱會「THE IDOLM@STER MILLION LIVE! 3rd LIVE TOUR BELIEVE MY DRE@M!!」名古屋公演為背景的故事，但參演聲優有所不同。2015年12月20日，在東京Bellesalle飯田橋First會場舉辦了LTD03發售紀念活動。

## 收錄曲目
初次收錄的曲目以粗體字表示。「Solo部分」皆為《THE IDOLM@STER LIVE THE@TER SOLO COLLECTION》系列專輯中演唱Solo版本樂曲的偶像。
1. Overture
2. Dreaming!
演唱：如月千早（今井麻美）、周防桃子（渡部惠子）、德川茉莉（諏訪彩花）、二階堂千鶴（野村香菜子）、萩原雪步（淺倉杏美）、箱崎星梨花（麻倉桃）、馬場木實（高橋未奈美）、真壁瑞希（阿部里果）、宮尾美也（桐谷蝶蝶）、最上静香（田所梓）
作詞：真崎繪里香、作曲：BNSI（佐藤貴文）、編曲：Arte Refact
3. 765PRO LIVE THE@TER 
4. 
演唱：如月千早（今井麻美）、最上静香（田所梓）
作詞：藤本記子、作曲：藤本記子、編曲：福富雅之
Solo部分：最上静香
5. Persona Voice
演唱：二階堂千鶴（野村香菜子）、萩原雪步（淺倉杏美）
作詞：真崎繪里香、作曲：山口朗彦、編曲：山口朗彦
Solo部分：二階堂千鶴、萩原雪步
6. Cut. Cut. Cut.
演唱：周防桃子（渡部惠子）、真壁瑞希（阿部里果）
作詞：松井洋平、作曲：睦月周平、編曲：睦月周平
Solo部分：真壁瑞希、周防桃子
7. Smiling Crescent
演唱：箱崎星梨花（麻倉桃）、宮尾美也（桐谷蝶蝶）
作詞：松井洋平、作曲：板垣祐介、編曲：板垣祐介
Solo部分：宮尾美也、箱崎星梨花
8. Decided
演唱：德川茉莉（諏訪彩花）、馬場木實（高橋未奈美）
作詞：結城愛良、作曲：山口朗彦、編曲：山口朗彦
Solo部分：馬場木實、德川茉莉
9. 765PRO LIVE THE@TER